# Бухта Сомнения
Бухта Сомнения — бухта северо-восточного побережья Камчатского края, на территории Олюторского района. Вдается в северо-западный берег Олюторского залива. Расположена примерно в 20 милях к северо-востоку от бухты Лаврова.
Во входном створе ширина бухты около 2 миль. Вершина врезана в берег на 3 мили.
На берегу расположен участок Весёлый Олюторского ртутного месторождения, открытый в 1952 году и разведанный в 1960—1970 годах.

## История
В 1885 году российский мореплаватель Фридольф Гек, исследуя на шхуне «Сибирь» этот район побережья, не смог выяснить детали замеченной им бухты и потому дал ей имя Сомнение.
В 2,5 милях к северо-востоку по побережью от бухты Сомнения существует небольшая впадина, образовавшаяся выходящей сюда горной долиной. В 20-е годы здесь существовала сезонна рыбалка Акционерного Камчатского общества (АКО).